# 热利科·雷布拉查
热利科·雷布拉查（羅馬化：Željko Rebrača，1972年4月9日—），塞尔维亚男子篮球运动员。他曾代表南联盟参加1996年和2000年夏季奥林匹克运动会篮球比赛，其中1996年奥运会获得一枚银牌。